# Xemeneia d'equilibri

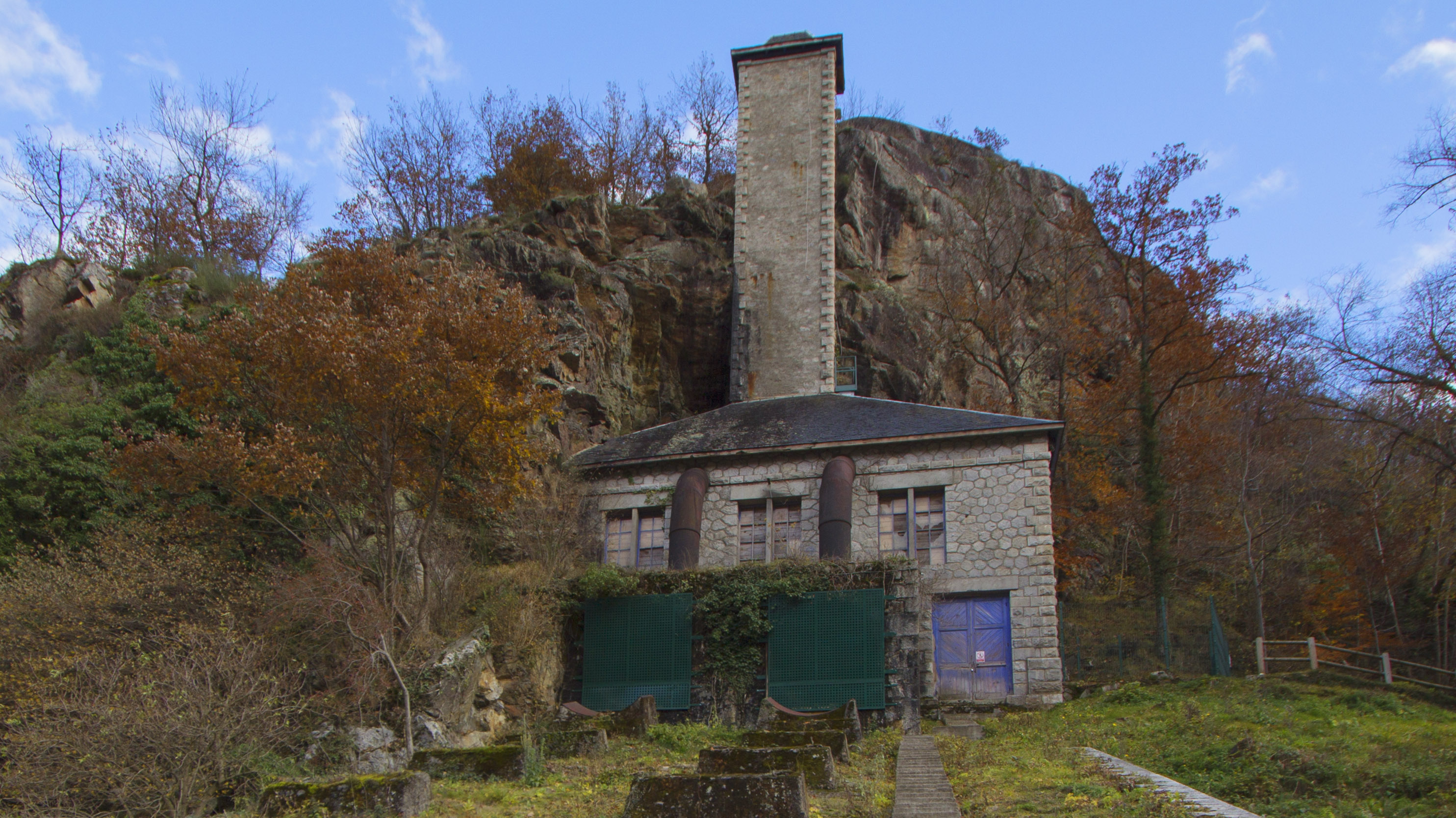
Xemeneia d'equilibri de l'antiga central hidroelèctrica de Cledes, a Les (Vall d'Aran)

La xemeneia d'equilibri, també coneguda com a torre piezomètrica, és una construcció d'enginyeria hidràulica la funció principal de la qual és evitar els danys que es poden produir en una galeria de pressió quan la vàlvula situada al final d'aquesta es tanca de forma sobtada i l'energia cinètica de l'aigua produeix una sobrepressió anomenada cop d'ariet.
Tècnicament una xemeneia d'equilibri transforma els transitoris d'alta pressió i alta freqüència en oscil·lacions en massa, de baixa pressió i baixa freqüència

### On s'instal·la
Pot ser necessària en el sistema de transport d'aigua de centrals hidroelèctriques, canals de regadiu o transvasaments de conques, on un conducte o galeria d'aigua (generalment a pressió) tingui un sistema de regulació (una vàlvula) situat aigües avall, el tancament sobtat del qual produeixi l'efecte del cop d'ariet.

### Què és
La xemeneia d'equilibri és una canonada de gran diàmetre oberta a l'atmosfera i l'alçada del cap se situa uns metres per sobre el nivell de l'embassament origen de l'aigua. La seva col·locació és verticalment o inclinada sobre el conducte de líquid. Quan es produeix el tancament sobtat de la vàlvula, el líquid que circula pel conducte ascendeix i descendeix per la xemeneia absorbint la transmissió de les ones de sobrepressió i depressió generades pel cop d'ariet. El moviment que s'estableix entre aquesta xemeneia i l'embassament de capçalera s'anomena oscil·lació de massa.

### Funcions
Les funciones que pot desenvolupar una xemeneia d'equilibri son:
- Acumular líquid procedent de la galeria de pressió sense grans variacions en l'alçada del líquid quan es procedeix al tancament de la vàlvula situada aigües avall.
- Augmentar el període d'oscil·lació de la massa de líquid en el sistema.
- Subministrar líquid en la primera fase d'obertura de la vàlvula, funció important quan aigües avall es troba una turbina.

La xemeneia d'equilibri ha de situar-se el més a prop possible de la font de pertorbació (tancament de la vàlvula) per evitar la transmissió de les ones aigües avall de la xemeneia.
En un aprofitament hidroelèctric se sol col·locar aigües avall de la galeria de pressió i aigües amunt de la canonada forçada. La primera central hidroelèctrica de l'estat que tingué aquesta configuració fou la central hidroelèctrica de Cledes, a Les.